# Pierwszy okręt podwodny Ottomara Gerna

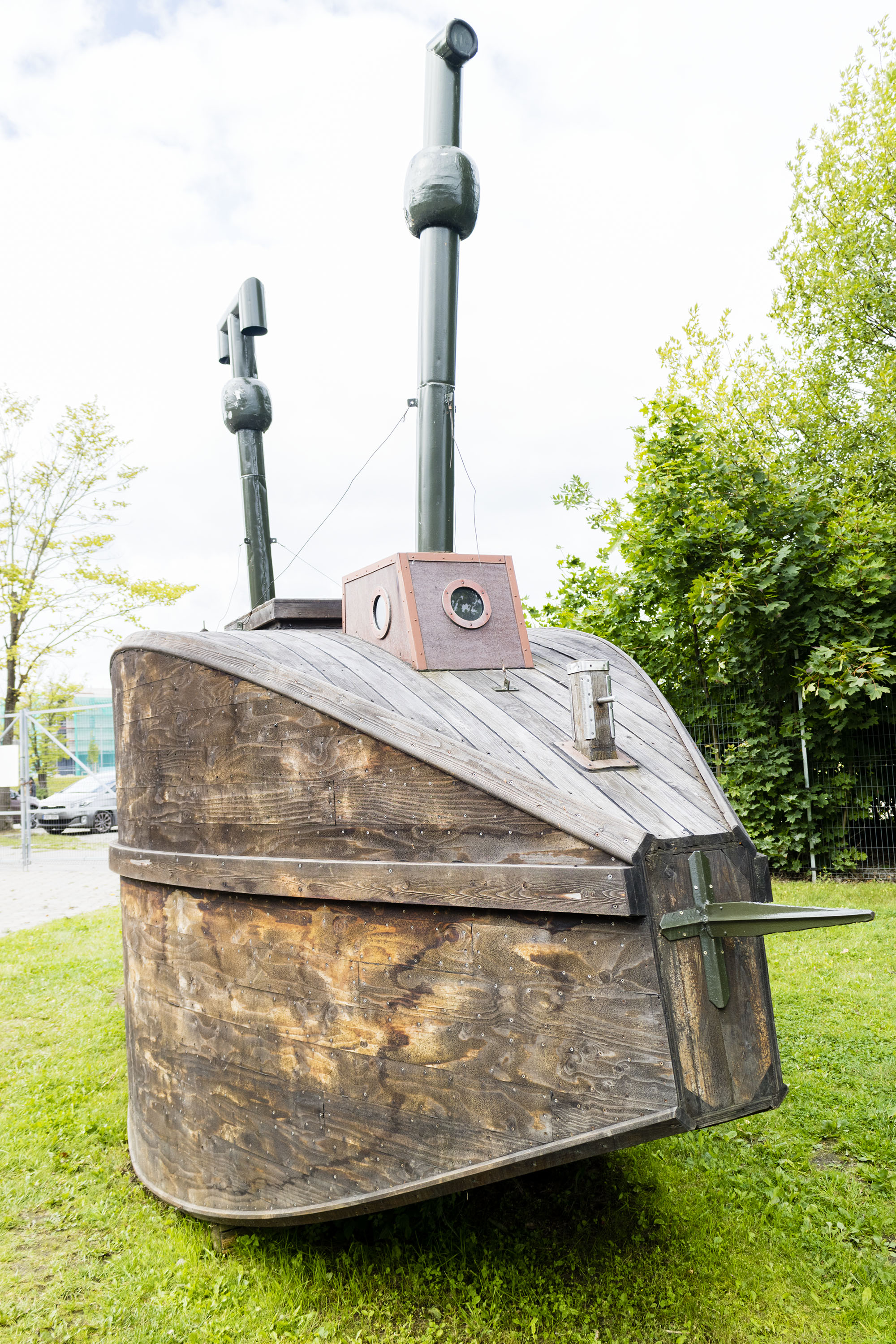
Replika okrętu znajdująca się w Lennusadam

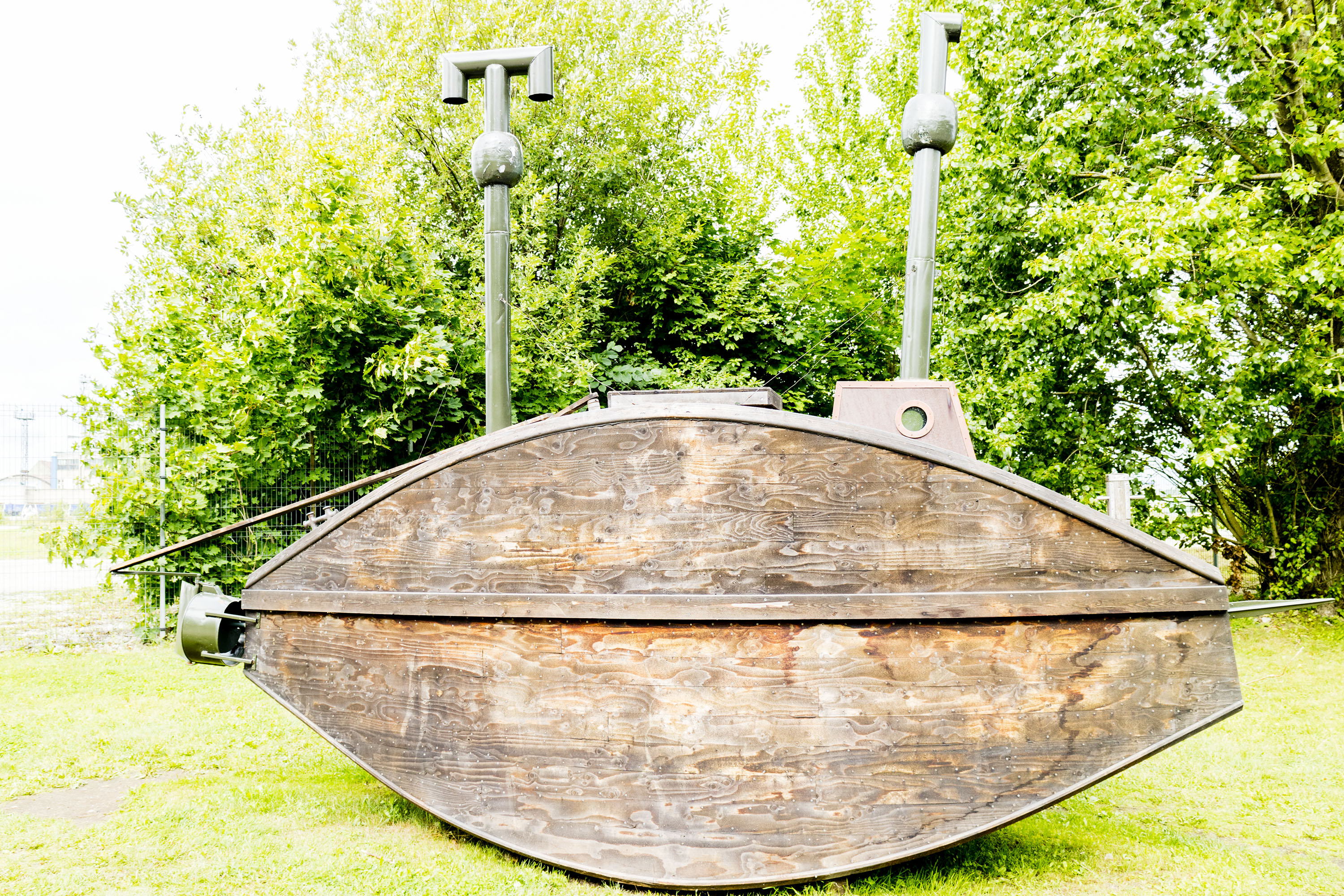

Pierwszy okręt podwodny Ottomara Gerna – okręt podwodny zaprojektowany i zbudowany w 1854 roku przez Ottomara Gerna.

## Historia
Jednostkę zaprojektował i zbudował w 1854 roku Ottomar Gern; był to najprawdopodobniej pierwszy okręt podwodny zbudowany na terytorium Estonii. Zaprojektowano go w celu przełamania blokady morskiej na Bałtyku w czasie wojny krymskiej.
Okręt miał drewniany kadłub o długości pięciu metrów i czteroosobową załogę. Dwóch członków załogi kręciło kołem zamachowym napędzającym okręt, jeden obsługiwał ster, czwarty obsługiwał pompy. Okręt mógł zanurzać się na głębokość dwóch metrów.
W czasie prób okazało się, że drewniany kadłub przeciekał i okręt miał problemy ze sterownością. Nie został użyty bojowo. W późniejszym czasie Gern zbudował jeszcze trzy inne okręty podwodne.
W 2013 roku zbudowano replikę okrętu, która znajduje się przy wejściu do muzeum Lennusadam w Tallinnie.